# 浜田市営バス
浜田市営バス（はまだしえいバス）、浜田市生活路線バスは島根県浜田市で運行するコミュニティバス。自家用自動車（白ナンバー）による有償運送である。2007年、浜田市生活路線バス条例の施行により、浜田市生活路線バスとなった。

## 概要
- 元々合併前の旭町で旭町営バス（あさひちょうえいバス）を、三隅町で三隅町生活路線バス（みすみちょうせいかつろせんバス）を運行していたのを、両町を合併した浜田市が引き継いだものである。
- 石見交通の浜田市内路線の縮小・縮小に伴い、代替としての運行も行っている。
- 料金は有福線では対キロ多区間運賃（200円 - 800円）、それ以外の路線は自治区内での利用は200円均一である。自治区をまたいで利用する場合は自治区の境を超えるたびに200円ずつ加算される。また、旭路線で邑南町とまたがる利用も200円加算される。小学生は半額で未就学児は無料。
  - 回数券（11回分で10回分の料金）や、定期券（普通と通学とがあり、それぞれ1・3・6ヵ月用がある）もある。

## 沿革
- 2005年10月1日 - 旭町、三隅町の浜田市への合併に伴い、旭町営バス、及び三隅町生活路線バス（ひゃこるバス）が浜田市に引き継がれる。
- 2007年4月1日 - 浜田市生活路線バス条例の施行により、浜田市生活路線バスとなる。
- 2011年4月1日 - 3月末で廃止された石見交通浄光寺・美又線及び波佐線の一部の代替として金城路線を、長見弥栄線の代替として弥栄野原路線の運行開始。
- 2016年4月1日 - 石見交通瑞穂線の石見今市～瑞穂インター間廃止に伴う代替として、旭路線瑞穂線の運行を開始。（石見交通瑞穂線は今市線に名称変更。）
- 2020年12月16日 - 石見交通の今市線、櫟田原線廃止に伴い、旭浜田路線、浜田路線の運行を開始。
- 2024年4月1日 - 石見交通の有福線廃止に伴い、有福線の運行を開始。

## 路線
- 詳細な運行案内は#外部リンクの浜田市生活路線バスを参照のこと。

### 浜田路線
櫟田原（いちいたばら）線
- 本郷橋 - 牛谷 - 田橋 - 上櫟田原
  - 12月31日～1月3日は運休
    - 「本郷橋」で石見交通の浜田周布線と接続。

有福線
- はまだお魚市場入口 - 原町 - 栄町 - 浜田駅前 - 多陀寺口 - 下府駅 - 上府 - 宇野 - 有福温泉
  - はまだお魚市場入口 - 多陀寺口間は、有福温泉行きは乗車のみ、はまだお魚市場入口行きは降車のみの利用となる。
  - 「有福温泉」で江津市生活バスの江津有福線と接続。

### 金城路線（かなぎおでかけバス）
- 福原集会所 - 大元集会所 - 追原郷集会所 - 美又温泉 - 岩塚 - 宇栗口 - 浄光寺 - 上長屋集会所 -　ふれあい会館 - 金田 - 金城支所
  - 福原集会所、大元集会所、宇栗口は平日朝（1便上り）のみ停車。
  - 一部の便は宇栗口（土日祝日は浄光寺）発、ふれあい会館発。

### 旭路路線
全便1月1日～1月3日は運休。木田線・瑞穂線は日曜日も運休。
木田線
- 石見今市 - まんてん前 - 旭インター前 - 旭温泉 - 木田 - 上ノ原

戸川線
- まんてん前 - 石見今市 - 重富バス停前 - 戸川口 - 中戸川 - 戸川口 - 泊里原（県道待避所）
  - 泊里原で邑南町営バス（おおなんバス）22系統（日貫線）に接続。邑南町営バスと共同運行（ただし、邑南町営バス運行便は中戸川を経由しない）。

瑞穂線
- まんてん前 - 石見今市 - 坂本 - 都川 - 岩畳 - 越木 - 早水 - 森迫 （- 市木 - 瑞穂インター）
  - 森迫 - 瑞穂インター間は金曜日のみ運行（祝日は運休）。

### 旭浜田路線
旭浜田路線
- 浜田駅前 - 黒川町 - 後野小学校前 - 両間口 - 下佐野 - 今福 - 美又口 - 丸原 - 旭インター入口 - （まんてん前） - 石見今市
  - まんてん前は下り（石見今市行き）のみ停車。
  - 12月31日～1月3日は運休

### 弥栄野原路線
弥栄野原路線
日曜日、12月31日～1月3日まで運休。
- 弥栄支所 - 小坂 - 山賀口 - 大長見大橋 - 坂の上 - 長見 - 百田橋 - 十文字原 - 竹迫団地上 - 島根県立大学
  - 弥栄支所～小坂、坂の上～百田橋、十文字原～竹迫団地上はフリー乗降区間で、見通しの良く道幅が十分な場所で自由に乗り降りが出来る。
  - 「島根県立大学」で石見交通の大学線と接続している。

### 三隅路線（ひゃこるバス）

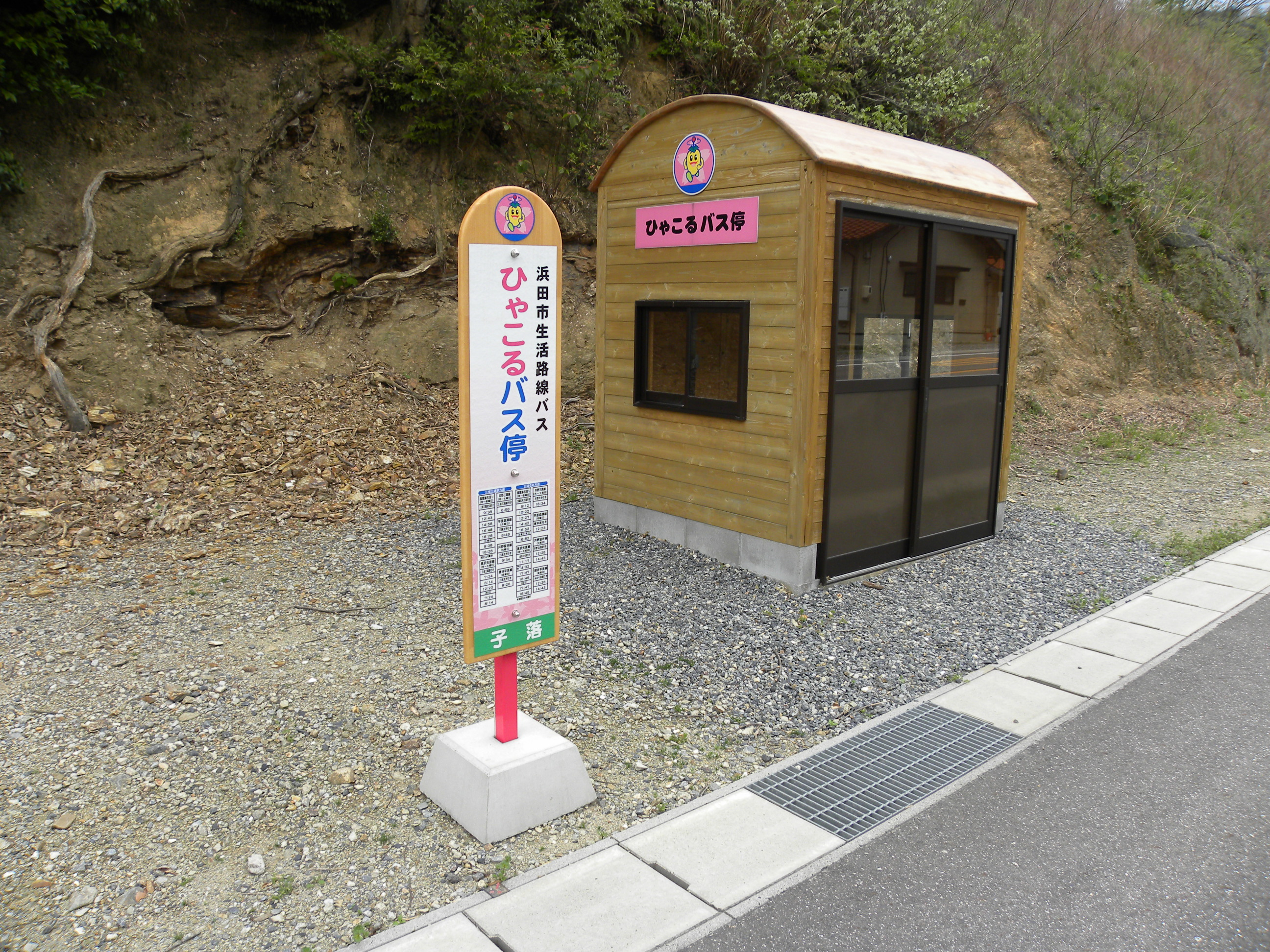
三隅路線（ひゃこるバス）のバス停

全便日曜日、及び12月31日～1月3日まで運休。
循環線
- 三保三隅駅 - 三隅支所 - 消防署 - 農協三隅支所 - 中央公園 - 松原西 - 岡見駅 - 松原西 - 古市場 - 三保三隅駅 - 三隅支所
  - 右回り（→）と左回り（←）がある。

黒沢矢原線
- 三保三隅駅 - 三隅支所 - 鹿子谷口 - 上河内 - 矢原口（ - 梅の木） - 古和城口 - 下古和 - 中古和（ - 上古和 （- 大平警報局））
  - 上古和 - 大平警報局間は月曜日のみ運行。

諸谷平原線
- 消防署 - 三隅支所 - 三保三隅駅 - 森溝 - 東平原 - 諸谷 - 上今明三叉路 - 井野まちづくりセンター - 市道上今明 - みのり会館
  - 金曜日のみ運行（祝日は運休）。国道9号での乗降は不可。

黒沢小原線
- 三保三隅駅 → 三隅支所 → 亀岡橋 → 井野大橋 → 黒沢集会所 → 下古和 → 古和城口 → 矢原口 → 上河内 → 三隅支所 → 三保三隅駅
  - 火曜日・金曜日のみ運行（祝日は運休）。

井野室谷線
- 消防署 - 三隅支所 - 三保三隅駅 - 森溝 - 東平原 - 上室谷集会所 - 上今明三叉路 - 市道上今明 - 下今明 - 中筋市場 - 井野まちづくりセンター
  - 火曜日のみ運行（祝日は運休）。国道9号での乗降は不可。

矢原岡見線
- （三保三隅駅←）三隅支所 - 鹿子谷口 - 矢原集会所 - 太平桜入口 - 床並三叉路 - 宮ヶ迫バス停 - 三隅支所
  - 右回り（→）と左回り（←）がある。木曜日のみ運行（祝日は運休）。国道9号での乗降は不可。

白砂西河内線
- 消防署 - 三隅支所 - 専正寺 - 三保三隅駅 - 福浦港 - 今浦漁港 - 白砂まちづくりセンター
  - 金曜日のみ運行（祝日は運休）。

岡見海老谷線
- 三保三隅駅 - 三隅支所 - 海老谷集会所 - 宮ヶ迫バス停 - 岡見駅 - 青浦集会所 - 岡見駅 - 三隅発電所 - 岡見スポーツセンター - 三隅支所（→三保三隅駅）
  - 右回り（→）と左回り（←）がある。金曜日のみ運行（祝日は運休）。国道9号での乗降は不可。

平原森溝線
- 消防署 - 三隅支所 - 三保三隅駅 - 森溝 - 平原下 - 寺田平三叉路 - 東平原 
  - 月曜日のみ運行（祝日は運休）。

井野三隅線
- （三保三隅駅←）三隅支所 - 芦谷 - 下今明 - 小原 - 久根郷 - 下市場 - 市場 - 大谷

周布地今明線
- 三隅支所 - 芦谷 - 下今明 - 中筋市場 - 市場 - 大谷 - 釜田橋
  - 月曜・木曜日のみの運行（祝日は運休）。

石浦小原線
- 三隅支所 - 芦谷 - 下今明 - 小原 - 久根郷 - 下市場 - 石浦集会所
  - 水曜日のみ運行（祝日は運休）。

## 車両
- 三隅路線（ひゃこるバス）は、日野・ポンチョなどを使用している。
- 弥栄野原線は三菱ふそう・ローザまたはトヨタ・ハイエースを使用している。

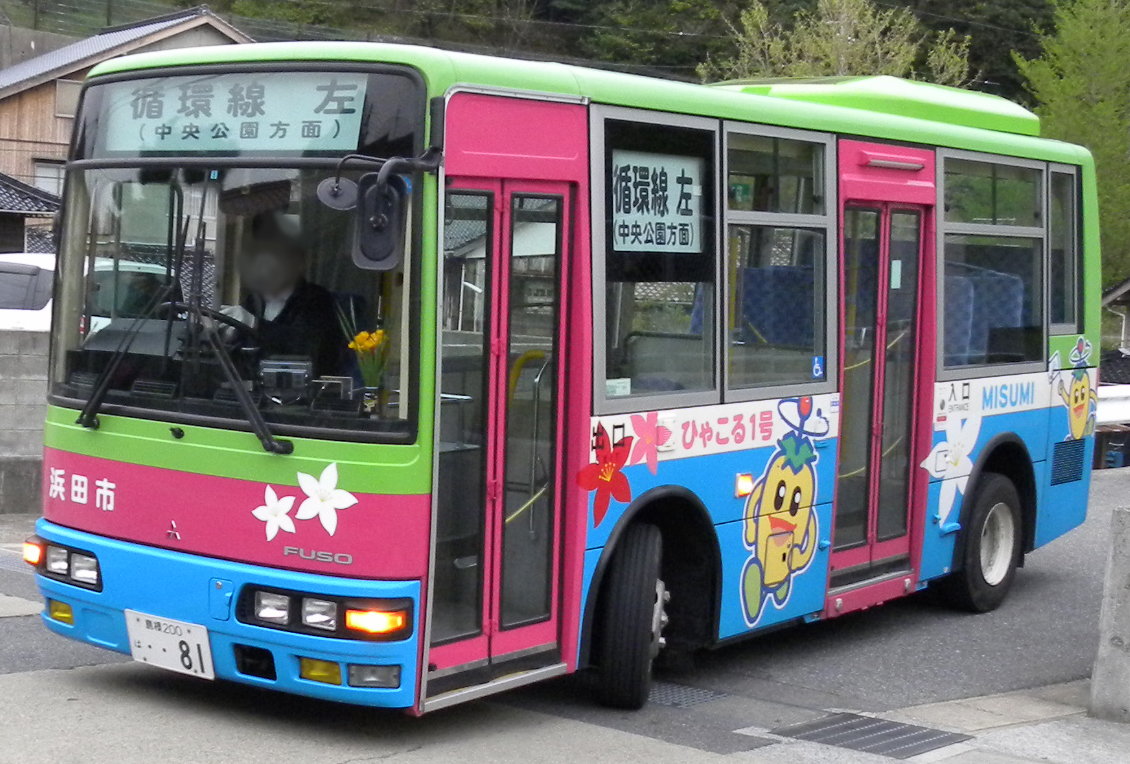
三隅路線の車両（2011年当時、循環線）
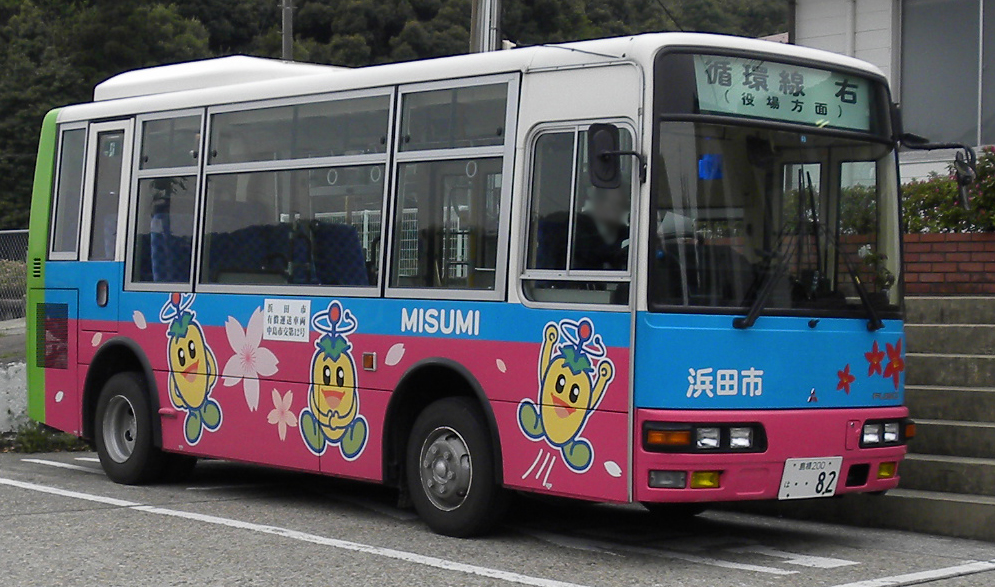
三隅路線の車両（2011年当時、循環線）